# Stirexephanes koebelei
Stirexephanes koebelei là một loài tò vò trong họ Ichneumonidae.